# Rionegro (Santander)
Rionegro ist eine Gemeinde (municipio) im Norden des Departamentos Santander in Kolumbien.

## Geographie
Rionegro liegt in den Provinzen Soto und Mares im Norden von Santander auf einer Höhe von ungefähr 590 Metern und hat eine Jahresdurchschnittstemperatur von etwa 28 °C. Es liegt ungefähr 20 km von Bucaramanga entfernt. An die Gemeinde grenzen im Norden La Esperanza im Departamento Norte de Santander, San Alberto und San Martín im Departamento Cesar sowie El Playón, im Westen Sabana de Torres und Puerto Wilches, im Süden Lebrija, Girón und Bucaramanga und im Osten Matanza und Suratá.

## Bevölkerung
Die Gemeinde Rionegro hat 26.243 Einwohner, von denen 6898 im städtischen Teil (cabecera municipal) der Gemeinde leben (Stand: 2019).

## Geschichte
Die Region des heutigen Rionegro war vor der Ankunft der Spanier vom indigenen Volk der Guanes bewohnt. Im 16. Jahrhundert wurde das Tal vom Eroberer Antonio de Lebrija erkundet. Der Ort selbst wurde 1805 zunächst als Santa Bárbara de Rionegro gegründet und entwickelte sich im 19. Jahrhundert zu einem wichtigen Zentrum der Produktion von Tabak, Zuckerrohr, Kakao und Kaffee. Rionegro wurde als Kaffeehauptstadt Santanders bekannt (Capital Cafetera de Santander). Eine Zeit lang war der offizielle Name Rionegro de la Inmaculada Concepción, bevor sich die kurze Version des Namens durchsetzte.

## Wirtschaft
Die wichtigsten Wirtschaftszweige von Rionegro sind Landwirtschaft und Rinderproduktion.